# Archi (božica)
U hinduističkoj mitologiji, Archi (sanskrt अर्ची, Arcī) idealna je žena, avatar velike božice Lakšmi. Archi je bila kraljica na Zemlji u drevno doba. Njezin je suprug bio veliki kralj Prithu, avatar boga Višnua.
Prema svetom tekstu zvanom Bhagavata Purana, Archi i Prithu nastali su iz tijela kralja Vene. Prithu i Archi zemaljski su pandani Višnua i Lakšmi.
Archi je slijedila svog muža u šumu te je postala sati nakon njegove smrti.

## Poveznice
- Prithu
- Lakšmi